# Pristoderus antarcticus
Pristoderus antarcticus is een keversoort uit de familie somberkevers (Zopheridae). De wetenschappelijke naam van de soort werd in 1846 gepubliceerd door Adam White.